# Дівалії
Дівалії (лат. Divalia) — свято у Стародавньому Римі, що відзначалося 21 грудня на честь богині Ангерони (Angerona), звідки його ще називають Angeronalia. У день цього свята понтифіки здійснювали жертви в храмі Волюпти (Voluptia) (відому як Гедона — з грецької міфології) — богині радості і задоволення, яку ототожнювали з Ангероною, щоб відігнати всю печаль і смуток у житті.